# Tapeinochilos beccarii
Tapeinochilos beccarii är en enhjärtbladig växtart som beskrevs av Karl Moritz Schumann. Tapeinochilos beccarii ingår i släktet Tapeinochilos och familjen Costaceae. Inga underarter finns listade.